# 大殺陣
『大殺陣』（だいさつじん）は、1964年6月3日に公開された日本の時代劇映画。主演：里見浩太郎（のちの里見浩太朗）。監督：工藤栄一。脚本：池上金男（のちの池宮彰一郎）。東映京都撮影所製作・東映配給。モノクロ。 
実録タッチの作風による「集団抗争時代劇」と称される作品のひとつ。「甲府宰相」こと徳川綱重の暗殺を決意した軍学者・山鹿素行とその協力者たちの破滅を描く。徳川綱重の死因が謎であることにヒントを得たオリジナルストーリーである。
封切り時の同時上映作品は『続・図々しい奴』（監督：瀬川昌治 主演：谷啓）。

## ストーリー
延宝6年（1678年）4月、4代将軍・徳川家綱の治世。大老・酒井忠清は、後継として家綱の弟で参議の綱重を擁立し、天下をわがものにしようと企む。それを危ぶむ軍学者・山鹿素行が弟子らによる一党を組織して酒井の暗殺を計画するも、教え子のひとりで幕臣の日下仙之助が、誇大妄想に陥って異常なふるまいにおよんだために露見する。一党や、そう目された無実の幕臣たちは「公方さまの御政道を乱す謀反」のとがで次々と捕縛され、拷問のすえ処刑される。さらに、酒井の謀略により、謀反の首謀者と決めつけられた若年寄・堀田正俊までが一時幽閉の身となる。日下は入牢するも、精神異常のかどで釈放され、酒井の部下である大目付・北条氏長に対し、酒井暗殺計画への参加を直訴したのち、どこかへ姿を消す。
素行一党の中島外記は、追っ手から逃げたすえ、友人で書院番の神保平四郎の邸宅に駆け込む。中島をかくまった平四郎は謀反の一味とみなされて捕縛され、平四郎の妻・加代は目の前で斬られる。何とか逃げ出した平四郎は、偶然出会った旗本・浅利又之進の屋敷にかくまわれる。
加代の安否を確認しようと出かけた平四郎に山鹿素行の姪・みやが駆け寄り、加代が死んだことを告げる。怒りにまかせて復讐に向かおうとする平四郎を、みやは必死に止め、「下っ端の役人を斬ったところで何も変わらない、巨悪を倒さなくてはならない」とさとし、酒井忠清の暗殺計画や、捜査の手を逃れた残党たちによる暗殺隊再興を明かす。みやは平四郎を連れて仲間の星野友之丞の長屋をたずね、かくまうよう依頼する。平四郎は星野と話をするうちに、素行一党に加わることを決める。平四郎は浅利を誘うが、浅利は「人殺しは嫌いだ」と告げて断る。
暗殺隊の頭目だった岡部源十郎が土壇場で裏切るそぶりを見せたため、平四郎は岡部を斬る。北条に救出された瀕死の岡部は、素行らの計画を明かして死ぬ。一方、出家していた日下が偶然みやと再会し、強引に仲間に加わる。刺客は平四郎、星野、日下、別所隼人、渡海八兵衛、そして無宿人の助七の6人となった。
ある夜、素行は刺客たちを集め、計画の一部変更を伝える。「倒すべき相手は酒井だが、警護の厚い酒井を討つのではなく、綱重公を暗殺する。酒井の計略の要となる公を討つ方が効果的であり、酒井も自分以外が狙われているとは思っていないため、隙を狙える。明日、上野・寛永寺へ向かう綱重公ご一行を（行き止まりである）吉原の門内におびき寄せ、閉じ込めて襲撃する」
決行当日、刺客たちは、綱重の一行を吉原におびき寄せることには成功するが、大門を閉める役割だった渡海が臆して逃げたため、計画が破綻する。もとより多勢に無勢であり、代わりに門を閉めに向かった平四郎をはじめ、刺客たちは綱重を討ち果たすことができないまま返り討ちに遭い、残らず倒される。
酒井と北条が吉原に急行し、九死に一生を得た綱重を見舞う。そこへたまたま通りかかった浅利は、無惨に殺された平四郎の姿を見て怒りに震える。安堵して大笑いする綱重らの姿を見た浅利は、衝動的に斬りかかり、綱重と北条を討ち果たすが、幕臣たちに斬り殺される。一方、無傷で生き残った酒井は、自身の後ろ盾となるべき綱重を失ったことでわれを失い、「甲府公（＝綱重）は死んではおらん」と叫び続ける。素行はこれらの様子を複雑な思いで遠巻きに見つめていた。

## 登場人物

### 刺客と協力者
神保平四郎（じんぼ へいしろう）
御書院番百五十石。巻き込まれる形で山鹿素行一党に加わる。武芸とは無縁で人を斬ったことがなかったが、初めて岡部を斬る。
浅利又之進（あさり またのしん）
小普請八百石。世捨て人のような生活をしている旗本。逃げて来た平四郎をかくまう。人殺しを嫌い、素行一党には加わらなかったが、平四郎の死に居合わせ、綱重らを倒す。
山鹿素行（やまが そこう）
軍学者。綱重暗殺の首謀者。北条氏長の弟子であったが、破門される。指示役に徹し、暗殺実行の際には離れて様子を見ていたため、生き残る。
山鹿みや（やまが みや）
素行の姪。平四郎などを一党に誘う。行動を共にするうちに平四郎に想いを寄せるようになる。
岡部を味方に引き止めるために身体を捧げるが、裏切りを知り、平四郎に斬らせる。
星野友之丞（ほしの とものじょう）
小普請七両一人扶持。素行の弟子。長屋に住む貧乏御家人。平四郎をかくまう。岡部の死後、暗殺の指揮を執るよう素行に命じられる。暗殺決行の前夜、自身の罪がふりかからないようにするため、妻子に手をかける。
日下仙之助（くさか せんのすけ）
小十人組三十石。素行の弟子。小出治兵衛配下の幕臣だったが摩利支天への強い帰依から正気を失い、「自分こそが酒井を討てる」と信じ込むようになり、計画の役に立たないとして小出の身柄を酒井に売ったのち、北条が新たな謀反の首魁になるよう評定所へ直訴するが、冷淡に扱われ、出家する。
その後、寺院で追っ手から逃げるみやと偶然再会し、暗殺計画への参加を無理に申し出て、さらにみやを犯す。暗殺実行の直前にも言い寄り、拒まれたことで怒りにまかせてみやを絞め殺す。
別所隼人（べっしょ はやと）
代官手付十五俵二人扶持。素行の弟子。刑死した御広敷番・別所忠一郎の弟。評定所から兄の遺体を受け取ったのち、岡部に「逃げよう」と誘われ、怒り狂う。
渡海八兵衛（とかい はちべえ）
素行の門弟。冒頭捕縛された一党の解放を指示したり、山鹿邸を訪れた氏長を障子の影から窺ったりと暗躍、素行に最も近い人物のように思われたが、決行前夜まで暗殺計画の対象もメンバー数も知らず、「先陣を承りましょう」と意気ごんでいたものの、素行は作戦指揮を星野に任せた。吉原での襲撃計画の際、大門を閉めて綱重らを閉じ込める役割だったが、臆して役目を放棄する。逃げたのちの生死は不明。
助七（すけしち）
素性不明の無宿人。遊び好きで、吉原での暗殺計画を明かされた際、翌日が一斉休業日で計画に好都合であることを素行に教える。
岡部源十郎（おかべ げんじゅうろう）
小納戸役三百五十石。素行の弟子。みやに好意を持っている。一党の頭となったが、気弱な性格から仲間を裏切ろうとしたため平四郎に斬られる。瀕死のところを北条に拾われ、素行が酒井暗殺を企てていることを明かして死ぬ。

### 綱重とその関係者
徳川綱重（とくがわ つなしげ）
参議。将軍・徳川家綱の弟。
酒井忠清（さかい ただきよ）
大老。綱重を次期将軍に据え、自らは将軍補佐役となって天下をわがものにしようと企み、敵対する一派を容赦なく粛清する。
北条氏長（ほうじょう うじなが）
大目付。酒井の腹心。素行にとって年下の師匠であった。酒井の命を受けて素行一党を捕らえるが、実証を重んじる主義のため、堀田正俊を釈放し、山鹿素行の逮捕を先延ばしにする。また、発狂した日下を釈放し、そのまま野放しにする。

### その他の人物
堀田正俊（ほった まさとし）
若年寄。酒井と敵対関係にあったために謀反の罪を着せられて幽閉されるが、北条の尽力により、粛清を免れて復職する。
中島外記（なかじま げき）
御書院番。平四郎の友人。平四郎が素行の計画に巻き込まれるきっかけを作る。
小出治兵衛（こいで じへえ）
小十人組組頭。部下の日下に売られて謀反を企んだ頭目として捕らえられ、拷問の末に殺される。
神保加代（じんぼ かよ）
平四郎の妻。連行される平四郎を追いかけたところを斬り殺される。

## キャスト
※出演者としてクレジットされている園佳也子は、尺合わせのため出演シーンが全削除されている（後述）。
- 神保平四郎：里見浩太郎
- 別所隼人：河原崎長一郎
- 浅利又之進：平幹二朗
- 山鹿みや：宗方奈美
- 北条氏長：大木実
- 星野友之丞：大坂志郎
- 助七：砂塚秀夫
- 渡海八兵衛：稲葉義男
- 林甚兵衛（北条の側近）：加賀邦男
- 山鹿素行：安部徹

- 日下仙之助：山本麟一
- 堀田正俊：原田甲子郎
- 神保加代：三島ゆり子
- 立田川（遊女）[6]：園佳也子
- 小出治兵衛：春日俊二
- 岡部源十郎：成瀬昌彦
- 徳川綱重：可知靖之
- 新見但馬守（幕僚）：堀正夫
- 楠本健二
- 加藤浩
- 国一太郎
- 中島外記：尾形伸之介
- 星野たよ（星野友之丞の妻）：赤木春恵
- 西春彦
- 原京市
- 江木健二
- 岩尾正隆
- 大月正太郎
- 名護屋一
- 畑中伶一
- 矢奈木邦二郎

- 酒井忠清：大友柳太朗

## スタッフ
- 監督：工藤栄一
- 企画：松平乗道
- 脚本：池上金男
- 撮影：古谷伸
- 照明：安田興一
- 録音：小金丸輝貴
- 美術：富田治郎
- 音楽：鈴木静一
- 編集：堀池幸三
- 助監督：本田達男
- 記録：塚越恵江
- 装置：近藤幸一
- 装飾：川本宗春
- 美粧：林政信
- 結髪：妹尾茂子
- 衣裳：豊中健
- 擬斗：谷俊夫
- 進行主任：藤井又衛
- 語り手：芥川隆行

## 製作

### 脚本
東映企画部次長で、当時東映京都撮影所に出向していた渡邊達人による、本来『十三人の刺客』でやりたかったサラエボ事件の翻案を念頭に、若手企画部員・松平乗道が提案した徳川の五代将軍争いをプロットに採用して、池上金男（のちの池宮彰一郎）が脚本を書いた。池上金男（池宮彰一郎）脚本・工藤栄一監督のコンビによる作品は1963年公開の『十三人の刺客』と同様の顔合わせである。
監督の工藤栄一は、「三分の二ぐらい」までできていた池上の脚本第一稿を「テーマ性がない」として気に入らなかった。2人は論争のすえ、ハコ書きからやり直し、完成にさらに3か月かけた。「終結をどうしようか」と悩み、池上が「同じ日に暗殺は二度起きない」というアイデアを出した。関係のない第三者が暗殺に成功するというストーリーが出来上がり、『十三人の刺客』との違いを出した。

### タイトル
タイトル命名は1964年2月に東映京都所長に復帰した岡田茂による。岡田が時代劇の題名をつけ始めてから、行為そのものを前面に打ち出す、非常に即物的でドライな語感を持つ題名に変わった。これは以降の岡田命名の東映映画のタイトルに共通する特徴でもある。

### キャスティング
里見浩太郎（のちの里見浩太朗）の主演抜擢は、岡田が「今年は里見を売り出す」と公言していたためである。岡田はギャランティの高い大御所の監督・脚本家・俳優を使わない方針を決めていた。
本作のあと、里見は岡田企画による東映京都任侠路線第1作にして、「博徒シリーズ」第1弾の『博徒』と『集団奉行所破り』に抜擢された。のち里見は「私は岡田茂さんに育てて頂いた」と述べている。

### 撮影・編集
『十三人の刺客』同様、クライマックスとして、終盤に35分におよぶ多数の役者による殺陣が行われる。吉原田圃という設定の泥田での撮影には、3台から4台のカメラが使われ、5日間かかった。
当初の脚本では、吉原の遊女・立田川（園佳也子）が、「捕り方から逃げてきた」として助七（砂塚秀夫）をかくまうも、実際に追われていたのは岡部（成瀬昌彦）とわかり叩き出す、という場面が存在したが、公開時のシーンには含まれていない。

## 作品の評価

### 興行収入
ヒットしなかったとされる。

### 評論家のレビュー
- 週刊読売は「振り回すカメラ、聞きとりにくいセリフで、お客も相当疲れるが、これでもか、これでもかと展開するリアルな切り合いは題名にそむかない。脚本も面白い。ちょっとした見もの」と評している[29]。
- 荻昌弘は「『十三人の刺客』で沈滞した時代劇にリアルなショックを注入した工藤栄一監督は、再び池上金男の脚本を得て、異様な強烈さを持った作品を放った。クライマックスの殺陣場面もさることながら、むしろそこまでの展開部分に新しい自然主義時代劇への探求が見られて、見る者を興奮に引き込む。『トム・ジョーンズの華麗な冒険』と比べるのは変だが、いまの感覚で語法と古典時代を語ろうとする青年作家が、東西に生まれたことを私は興味深く思う。そういう内的な新しさとともに、映像の作り方も従来の東映時代劇を不敵だ。私はまだ工藤監督が己の文体を統一していないように思う。しかし見落としてならないのは、この映像が常にその場の生きた空気の存在だけは描きとっている強みである。紙芝居的パターンと化した従来の時代劇が没落一途をたどったのは、そこに空気がないことを観客に気づかれたからで、工藤監督は、そこに気づいた数少ない映画作家の一人だと思う」と評している[30]。

## ビデオグラム
1995年10月21日にVHSビデオが発売された。
DVDフォーマットはまず2013年1月11日にレンタルリリースされ、のち2016年3月9日にセル版が発売された。

## のちの作品への影響
本作も含め「集団抗争時代劇」は、それなりに成功したが、決定的ヒットは生まれず、興行的には凡打が続いた。岡田茂は急速に東映京都を自己の統制下に置きたいと企図し、1964年後半からほぼ全て東映京都の作品は岡田企画に塗り替えられた。任侠映画は勿論、「集団抗争時代劇」も1964年後半以降は全て岡田企画となる。岡田は「時代劇のお客はテレビに取られた。そんなものに金をかけれない」と話し、映画での本格時代劇製作は中止させ、時代劇はテレビに移していった。時代劇がテレビに移ったことで岡田の標榜する「不良性感度映画」が一層強化されることになった。
里見浩太朗は、本作製作の頃から「東映京都に角刈り着流しのヤクザ風の男が増え、撮影所内がすごくガラが悪くなった」と証言しており、着物をきたヤクザ役ならまだよかったが、背広にピストルが主流となったとき『これは自分には似合わない』と思い、ヤクザ映画の出演を止めたと話している。1965年5月、里見は同じくヤクザ映画を嫌う中村錦之助や東千代之介らとともに東映内に俳優組合（東映俳優クラブ組合）を結成し、岡田と反目に回り、以降、活動の場をテレビに移した。
岡田は1966年の東映ラインナップとして「これまでの"やくざ"、"ギャング路線"に、新しく"明治もの""山窩もの"を考えている。それにできれば女優の活路を考え、"毒婦もの"を加えたい。時代劇の製作予定はない」と話した。岡田は秘かにエロチシズムを時代劇に持ち込むことを意図していたため、1966年以降、東映の映画作品は暴力とエロを主力とするラインナップに切り換えられていった。

## エピソード
撮影期間中に、監督の工藤栄一と撮影監督の古谷伸が飲食店で酔って暴れ、京都府警察に逮捕されている。
1964年4月半ばの土曜日の夜、工藤・古谷および、本作に携わっていない山下耕作、深尾道典が京都市先斗町の小料理屋「ますだ」で口論となり、乱闘の末に店内を損壊、駆け付けた五条警察署員に逮捕・留置された。一夜明けて日曜日の朝日新聞社会面に「東映の監督ら酔って大暴れ」という見出しで「暴力映画を地で行く暴力監督」などと書かれた記事が載った。たまたま「ますだ」に居合わせた朝日新聞の記者が一部始終を記事にした。
「ますだ」は司馬遼太郎ら関西文化人が贔屓にすることで知られた有名店で、その夜は山内鉄也の監督昇進（『忍者狩り』を初監督）を祝うために東映京都撮影所のスタッフが集まっていた。その日の『大殺陣』の撮影スケジュールを終えた工藤と古谷は、「ますだ」に行く前に山下と高岩淡とともに、「ブルーノート京都」など数軒の店に寄り、梯子酒をして、一升瓶を空けるほどの酒量を飲んでいた。いつの間にか、山下いわく「仲間でもない」深尾道典が付いて来ていた。
ともに「ますだ」へ向かうと、悪酔いした深尾が陰茎を露出して店のカウンターに乗せ、「おい女将、これをなんとかせい!」と叫んだ。怒った山下が「（表に）出ろ」と言ったところ、深尾が「何で俺が出ないかん」と言い返し、山下が「何やこら、蹴ったろか」とさらに返したため、深尾は外に出た。その後深尾が外からガラスの格子戸を蹴って壊したため、山下が「このガキャー」と深尾を殴った（山下は「殺そうと思った」ぐらい「どつき倒した」）。工藤と古谷も山下に加勢し深尾を袋叩きにした。逮捕後、警察は「三人とも揃って『うち（引用注＝自宅）に知らせんといてくれ。会社にだけ知らせてくれ』って言うんです。『うちに知らせて、会社に知らせないでくれって』言うのが普通なんですけどね」と不思議がった。
月曜日になり、警察と話をつけた東映京都撮影所所長・岡田茂の「（留置中の）奴らをもらい下げに行ってくれ」との指示で、高岩と中島貞夫が留置場の4人を引き取りに行った。深尾以外は反省の素振りをまったく見せず、堂々とした態度で「檻の中」に鎮座していたという。また、工藤は中にいるヤクザや窃盗犯から「先生」と呼ばれ、まるで牢名主になっていた。釈放後、『大殺陣』の撮影は再開された。
のちに殴られた深尾が3人を告訴した。略式裁判の結果、3人は罰金1万円ずつを深尾に支払った。
くしくも事件のあった日、1年半ぶりに京都に帰還した岡田は、松平乗道ら東映京都企画部の面々と御室仁和寺へ花見に繰り出した際、「あの頃の撮影所ときたら、花見には必ず酔っ払い同士が喧嘩したなァ。監督の××などはよう暴れた。それに比べたら、最近の連中は大人しいモンやなァ」などと話していたという。